# Lachesilla perezi
Lachesilla perezi är en insektsart som beskrevs av Garcia Aldrete 1983. Lachesilla perezi ingår i släktet Lachesilla och familjen kviststövsländor. Inga underarter finns listade i Catalogue of Life.